# Tessala El Merdja
Tessala El Merdja est une commune de la wilaya d'Alger en Algérie, située dans la banlieue Sud-Ouest d'Alger.

## Géographie

### Situation
Tessala El Merdja est située à environ 28 km au sud d'Alger. Le territoire de la commune est situé majoritairement dans la plaine de la Mitidja, sur le versant sud de la RN67, à quelques kilomètres des contreforts du Sahel algérois et à l'emplacement d'un ancien marais.
| Barrage de Douéra, Douéra     | Douera, Forêt de Mahelma   | Douera       |
| Ben Khellil (wilaya de Blida) | Tessala El Merdja          | Birtouta     |
| Boufarik (wilaya de Blida)    | Boufarik (wilaya de Blida) | Ouled Chebel |

### Transports
C'est à Tessala El Merdja que se croisent l'autoroute Alger-Blida et la rocade Ouest d'Alger. Tessala El Merdja est desservie par la nouvelle ligne de train de banlieue d'Alger qui va de Birtouta à Zeralda et ce depuis 2016.

### Localités de la commune
La commune compte trois agglomérations principales : le chef-lieu (Tessala El Merdja), Sidi Abed et Sidi Brahim ; et plusieurs agglomérations secondaires autour des fermes des figuiers, des mûriers, Reguieg et Saint-Jules.
Lors du découpage administratif de 1984, la commune de Tessala El Merdja est constituée des localités suivantes :
- Village de Tessala El Merdja
- Agglomération des Quatre Chemins
- Sidi Abed
- Inaf
- Château
- Les unités agricoles de Lazouni Mohamed, Ferroukhi M'Hamed, Baba Ali, Liès et Reguieb
- Les parties Nord des unités agricoles de Safsa, Messous, Karrar et Mohamed Ben Mohamed
- Les parties Ouest des unités agricoles de Frères Ramdani et Djoughlali Tayeb.

## Toponymie
Le terme Tessala semble avoir une origine berbère, où il signifie « broussaille ».

## Histoire
Le hameau qui deviendra le chef-lieu de la commune a été créé autour du lieu-dit « les Quatre Chemins » situé au croisement de la première route Alger-Blida, qui passait par le Sahel algérois, et la route de ceinture nord de la Mitidja. Ce lieu, situé en plein milieu des terres des Ouled Mendil, a dans un premier temps pris le nom de la tribu avant d'être appelé communément « les Quatre Chemins ».
En 1978, est inauguré le village socialiste agricole (VSA) de Tessala El Merdja situé sur la commune de Douéra. À la suite du découpage territorial de 1984, la commune de Tessala El Merdja est créée et est rattachée à wilaya de Blida. En 1997, à la création du gouvernorat du Grand-Alger, la commune est détachée de la wilaya de Blida, pour rejoindre celle d'Alger.

## Démographie
| 1987  | 1998   | 2008   |
| ----- | ------ | ------ |
| 6 297 | 10 792 | 15 847 |

## Infrastructures
- La commune accueille l'Institut technique de l'arboriculture fruitière et de la vigne (ITAFV)[5].